# Dunai János
Dunai János, eredeti neve Dujmov Iván (Gara, 1937. június 26. – Pécs, 2025. február 13.) olimpiai bronzérmes, válogatott labdarúgó, edző. Testvére Dunai Antal válogatott labdarúgó. A sportsajtóban 1961-ig Dunai néven, 1964-ig Dunai I néven, 1964-től Dunai dr. néven szerepelt. 1964-ben a pécsi Janus Pannonius Tudományegyetemen jogi diplomát, 1974-ben a Testnevelési Főiskolán labdarúgó szakedzői diplomát szerzett.

## Pályafutása

### Klubcsapatban
A Bajai Bácska NB III-as csapatában játszott először, majd a Pécsi Dózsában folytatta pályafutását.

### A válogatottban
1960-ban egy alkalommal szerepelt a válogatottban. Hétszeres olimpiai válogatott (1959–60), 12-szeres utánpótlás válogatott (1959–61), hatszoros B-válogatott (1959–65).

### Edzőként
1971 és 1973 között a Pécsi Ércbányász, 1973 és 1975 között a Pécsi MSC szakmai munkáját irányította. 1976 és 1978 között a PMSC pályaedzője volt. 1978–79-ben a Szegedi EOL AK, 1979–80-ban a Pécsi VSK tartalékcsapatának, 1981–82-ben a Pécsi VSK, 1982 és 1984 között a Sellyei SK, 1984–85-ben a Keszthelyi Haladás, 1986–87-ben a Szigetvár vezetőedzőjeként tevékenykedett.

### Sportvezetőként
1985. július 1. és 1986. június 30. között a Keszthelyi Haladás ügyvezető elnöke, a Baranyai megyei Labdarúgó-szövetség elnökségi tagja volt.

## Sikerei, díjai
- Olimpiai bronzérem
  - 1960, Róma
- Szocialista Munkáért Érdemérem
- Pécs város Testnevelési és Sportdíja.
- A Magyar Érdemrend lovagkeresztje (2022)

## Tisztségei
- A Baranya megyei Labdarúgó Szövetség Edző Bizottságának vezetője.
- 1999-től a Magyar Olimpiai Bizottság tagja Baranya megye képviseletében.

## Statisztika

### Mérkőzései a válogatottban
| Magyarország | Magyarország        | Magyarország         | Magyarország | Magyarország | Magyarország  | Magyarország        | Magyarország | Magyarország |
| #            | Dátum               | Helyszín             | Hazai        | Eredmény     | Vendég        | Kiírás              | Gólok        | Esemény      |
| ------------ | ------------------- | -------------------- | ------------ | ------------ | ------------- | ------------------- | ------------ | ------------ |
| 1.           | 1960. május 22.     | Budapest, Népstadion | Magyarország | 2 – 0        | Anglia        | barátságos          | -            |              |
|              | 1960. augusztus 29. | Nápoly (ITA)         | Magyarország | 6 – 2        | Peru          | olimpiai D csoport  | -            | 46' 63'      |
|              | 1960. szeptember 1. | Róma (ITA)           | Magyarország | 7 – 0        | Franciaország | olimpiai D csoport  | -            | 41' 79'      |
|              | 1960. szeptember 6. | Róma (ITA)           | Dánia        | 2 – 0        | Magyarország  | olimpiai elődöntő   | -            |              |
|              | 1960. szeptember 9. | Róma                 | Olaszország  | 1 – 2        | Magyarország  | olimpiai 3. helyért | -            | 69'          |
|              | Összesen            |                      |              | 1            | mérkőzés      |                     | 0            | gól          |

## Családja
Feleségétől, Járomi Ágnestől két gyermeke született:  Dunai Ágnes (1966-) és Dunai Alexandra (1976-). Három unokája van: Rauch Mira (1999-), Módos Márk (1998-) és Módos Dorka (2003-).